# Zhou Lüxin
Zhou Lüxin (Wuhu, 31 de julho de 1988) é um saltador chinês. Especialista no trampolim, medalhista olímpico.

## Carreira
Zhou Lüxin representou seu país nos Jogos Olímpicos de Verão de 2008, na qual conquistou uma medalha de prata, na plataforma individual.